# Jüdische Gemeinde Hilsbach
Die Jüdische Gemeinde in Hilsbach, einem Stadtteil von Sinsheim im Rhein-Neckar-Kreis in Baden-Württemberg, entstand im 17. Jahrhundert und existierte bis 1877.

## Geschichte

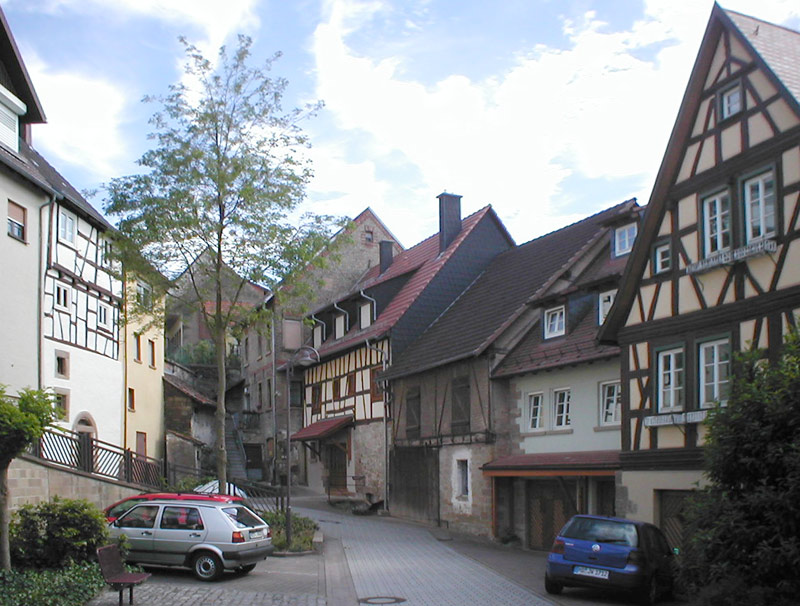
Judenviertel in Hilsbach. An der Stelle der Scheune halbrechts (mit weiß umrandetem Fenster) befand sich einst die Synagoge

Juden werden 1674 erstmals im Ort genannt. Im Jahr 1772 gab es drei jüdische Familien in Hilsbach (Hirsch, Baruch, Salomon), 1743 fünf Familien (Moyses Salomon, Salomon Löw, Löw Herz, Herz Isay und Baruch Herz). Sie lebten fast alle in armen Verhältnissen; die Hilsbacher jüdische Gemeinde war eine der ärmsten in Baden. Die jüdische Gemeinde Hilsbach gehörte seit 1827 zum Bezirksrabbinat Sinsheim, sie bestattete ihre Toten auf dem jüdischen Friedhof in Waibstadt. Die jüdische Gemeinde besaß einen Betraum bzw. eine Synagoge und ein rituelles Bad (Mikwe). Ein Raum für den Religionsunterricht der Kinder war zeitweise ebenfalls vorhanden. 
Nach der Auflösung der jüdischen Gemeinde Hilsbach im Jahr 1877 gehörten die noch verbliebenen jüdischen Einwohner zur jüdischen Gemeinde Weiler (1895 genannt), spätestens seit 1904 zur jüdischen Gemeinde Sinsheim.  

## Nationalsozialistische Verfolgung
Eine der letzten jüdischen Familien am Ort war die Familie des Nathan Maier und seiner Frau Fanny geb. Wolf. Die drei in Hilsbach geborenen Söhne des Ehepaares, Bertold, Emil und Jakob Maier, wurden im Oktober 1940 aus unterschiedlichen Städten in das Lager Gurs deportiert und sind 1942 im KZ Auschwitz ermordet worden.

## Gemeindeentwicklung
| Jahr    | Gemeindemitglieder |
| ------- | ------------------ |
| 1772    | 3 Familien         |
| 1807    | 6 Familien         |
| um 1825 | 46 Personen        |
| 1832    | 32 Personen        |
| 1857    | 26 Personen        |
| 1871    | 18 Personen        |
| 1895    | 6 Personen         |
| 1910    | 1 Person           |